# Distretto di Monze
Il distretto di Monze è un distretto dello Zambia, parte della Provincia Meridionale.
Il distretto comprende 22 ward:
- Bbombo
- Bweengwa
- Chipembele
- Chisekesi
- Chona
- Choongo East
- Choongo West
- Hamamvwa
- Hamangaba
- Hatontola
- Hufwa/Hamapande
- Kaila
- Katimba
- Keemba
- Malundu
- Manungu
- Mayaba
- Monze Urban
- Moomba
- Mwanza East
- Mwanza West
- Ufwenuka